# Hamburg Masters 2004 - Qualificazioni singolare
Le qualificazioni del singolare  dell'Hamburg Masters 2004 sono state un torneo di tennis preliminare per accedere alla fase finale della manifestazione. I vincitori dell'ultimo turno sono entrati di diritto nel tabellone principale. In caso di ritiro di uno o più giocatori aventi diritto a questi sono subentrati i lucky loser, ossia i giocatori che hanno perso nell'ultimo turno ma che avevano una classifica più alta rispetto agli altri partecipanti che avevano comunque perso nel turno finale.
Le qualificazioni del torneoHamburg Masters  2004 prevedevano 32 partecipanti di cui 8 sono entrati nel tabellone principale.

## Teste di serie
1. Olivier Rochus (Qualificato)
2. Cyril Saulnier (Qualificato)
3. Óscar Hernández (ultimo turno)
4. Thierry Ascione (Qualificato)
5. Àlex Corretja (Qualificato)
6. Jan Vacek (primo turno)
7. Lu Yen-hsun (primo turno)
8. Stefan Koubek (primo turno)

1. Alexander Waske (primo turno)
2. Davide Sanguinetti (ultimo turno)
3. Alex Bogomolov Jr. (ultimo turno)
4. Albert Portas (Qualificato)
5. Marc Rosset (ultimo turno)
6. Jean-René Lisnard (ultimo turno)
7. Stefano Pescosolido (ultimo turno)
8. Nicolás Almagro (Qualificato)

## Qualificati
1. Olivier Rochus
2. Cyril Saulnier
3. Nicolás Almagro
4. Thierry Ascione

1. Àlex Corretja
2. Andreas Seppi
3. Albert Portas
4. Julian Knowle

## Tabellone

### Legenda
| - Q = Qualificato - WC = Wild card - LL = Lucky loser | - ALT = Alternate - SE = Special Exempt - PR = Protected Ranking | - w/o = Walkover - r = Ritirato - d = Squalificato |

### Sezione 1
|  | Primo turno | Primo turno         | Primo turno         | Primo turno | Primo turno |  |  | Ultimo turno | Ultimo turno       | Ultimo turno       | Ultimo turno | Ultimo turno |  |
|  |             |                     |                     |             |             |  |  |              |                    |                    |              |              |  |
|  | 1           | Olivier Rochus      | Olivier Rochus      | 6           | 6           |  |  |              |                    |                    |              |              |  |
|  |             | Sebastian Rieschick | Sebastian Rieschick | 4           | 1           |  |  | 1            | Olivier Rochus     | Olivier Rochus     | 6            | 6            |  |
|  | 11          | Alex Bogomolov Jr.  | 7                   | 2           | 6           |  |  | 11           | Alex Bogomolov Jr. | Alex Bogomolov Jr. | 3            | 2            |  |
|  |             | Miša Zverev         | 5                   | 6           | 3           |  |  |              |                    |                    |              |              |  |

### Sezione 2
|  | Primo turno | Primo turno      | Primo turno      | Primo turno | Primo turno |  |  | Ultimo turno | Ultimo turno   | Ultimo turno   | Ultimo turno | Ultimo turno |  |
|  |             |                  |                  |             |             |  |  |              |                |                |              |              |  |
|  | 2           | Cyril Saulnier   | Cyril Saulnier   | 7           | 6           |  |  |              |                |                |              |              |  |
|  |             | Fernando Vicente | Fernando Vicente | 5           | 4           |  |  | 2            | Cyril Saulnier | Cyril Saulnier | 6            | 6            |  |
|  | 13          | Marc Rosset      | Marc Rosset      | 7           | 6           |  |  | 13           | Marc Rosset    | Marc Rosset    | 2            | 4            |  |
|  |             | Ivo Heuberger    | Ivo Heuberger    | 63          | 3           |  |  |              |                |                |              |              |  |

### Sezione 3
|  | Primo turno | Primo turno      | Primo turno      | Primo turno | Primo turno |  |  | Ultimo turno | Ultimo turno    | Ultimo turno    | Ultimo turno | Ultimo turno |  |
|  |             |                  |                  |             |             |  |  |              |                 |                 |              |              |  |
|  | 3           | Óscar Hernández  | Óscar Hernández  | 6           | 6           |  |  |              |                 |                 |              |              |  |
|  |             | Dieter Kindlmann | Dieter Kindlmann | 3           | 4           |  |  | 3            | Óscar Hernández | Óscar Hernández | 5            | 5            |  |
|  | 16          | Nicolás Almagro  | 7                | 6(1)        | 7           |  |  | 16           | Nicolás Almagro | Nicolás Almagro | 7            | 7            |  |
|  |             | Björn Phau       | 64               | 7           | 62          |  |  |              |                 |                 |              |              |  |

### Sezione 4
|  | Primo turno | Primo turno         | Primo turno         | Primo turno | Primo turno |  |  | Ultimo turno | Ultimo turno        | Ultimo turno        | Ultimo turno | Ultimo turno |  |
|  |             |                     |                     |             |             |  |  |              |                     |                     |              |              |  |
|  | 4           | Thierry Ascione     | Thierry Ascione     | 7           | 6           |  |  |              |                     |                     |              |              |  |
|  |             | Răzvan Sabău        | Răzvan Sabău        | 5           | 1           |  |  | 4            | Thierry Ascione     | Thierry Ascione     | 6            | 6            |  |
|  | 15          | Stefano Pescosolido | Stefano Pescosolido | 6           | 6           |  |  | 15           | Stefano Pescosolido | Stefano Pescosolido | 4            | 2            |  |
|  |             | Bastian Gronefeld   | Bastian Gronefeld   | 3           | 4           |  |  |              |                     |                     |              |              |  |

### Sezione 5
|  | Primo turno | Primo turno        | Primo turno        | Primo turno | Primo turno |  |  | Ultimo turno | Ultimo turno       | Ultimo turno       | Ultimo turno | Ultimo turno |  |
|  |             |                    |                    |             |             |  |  |              |                    |                    |              |              |  |
|  | 5           | Àlex Corretja      | Àlex Corretja      | 6           | 6           |  |  |              |                    |                    |              |              |  |
|  |             | Danai Udomchoke    | Danai Udomchoke    | 4           | 4           |  |  | 5            | Àlex Corretja      | Àlex Corretja      | 7            | 7            |  |
|  | 10          | Davide Sanguinetti | Davide Sanguinetti | 6           | 6           |  |  | 10           | Davide Sanguinetti | Davide Sanguinetti | 68           | 63           |  |
|  |             | Markus Hantschk    | Markus Hantschk    | 4           | 1           |  |  |              |                    |                    |              |              |  |

### Sezione 6
|  | Primo turno | Primo turno     | Primo turno     | Primo turno | Primo turno |  |  | Ultimo turno    | Ultimo turno    | Ultimo turno | Ultimo turno | Ultimo turno |  |
|  |             |                 |                 |             |             |  |  |                 |                 |              |              |              |  |
|  |             | Andreas Seppi   | 4               | 6           | 6           |  |  |                 |                 |              |              |              |  |
|  | 6           | Jan Vacek       | 6               | 4           | 4           |  |  | Andreas Seppi   | Andreas Seppi   | 65           | 6            | 6            |  |
|  |             | Alexander Waske | Alexander Waske | 7           | 7           |  |  | Alexander Waske | Alexander Waske | 7            | 4            | 2            |  |
|  | 9           | Marc López      | Marc López      | 65          | 64          |  |  |                 |                 |              |              |              |  |

### Sezione 7
|  | Primo turno | Primo turno          | Primo turno          | Primo turno | Primo turno |  |  | Ultimo turno | Ultimo turno     | Ultimo turno     | Ultimo turno | Ultimo turno |  |
|  |             |                      |                      |             |             |  |  |              |                  |                  |              |              |  |
|  |             | František Čermák     | František Čermák     | 7           | 6           |  |  |              |                  |                  |              |              |  |
|  | 7           | Lu Yen-hsun          | Lu Yen-hsun          | 5           | 2           |  |  |              | František Čermák | František Čermák | 3            | 6            |  |
|  | 12          | Albert Portas        | Albert Portas        | 6           | 6           |  |  | 12           | Albert Portas    | Albert Portas    | 6            | 7            |  |
|  |             | Jean-Claude Scherrer | Jean-Claude Scherrer | 0           | 4           |  |  |              |                  |                  |              |              |  |

### Sezione 8
|  | Primo turno | Primo turno       | Primo turno   | Primo turno | Primo turno |  |  | Ultimo turno | Ultimo turno      | Ultimo turno      | Ultimo turno | Ultimo turno |  |
|  |             |                   |               |             |             |  |  |              |                   |                   |              |              |  |
|  |             | Julian Knowle     | Julian Knowle | 7           | 6           |  |  |              |                   |                   |              |              |  |
|  | 8           | Stefan Koubek     | Stefan Koubek | 5           | 2           |  |  |              | Julian Knowle     | Julian Knowle     | 6            | 6            |  |
|  | 14          | Jean-René Lisnard | 2             | 6           | 6           |  |  | 14           | Jean-René Lisnard | Jean-René Lisnard | 4            | 1            |  |
|  |             | Francesco Aldi    | 6             | 4           | 3           |  |  |              |                   |                   |              |              |  |